# ᶥ
Cette page contient des caractères spéciaux ou non latins. S’ils s’affichent mal (▯, ?, etc.), consultez la page d’aide Unicode.
ᶥ, appelée iota en exposant, iota supérieur ou lettre modificative iota, est un symbole phonétique utilisé dans certaines transcriptions phonétiques non standard ou proches de l’alphabet phonétique international. Il est formé de la lettre latine iota ‹ ɩ › mise en exposant.

## Utilisation
Dans certaines variantes de l’alphabet phonétique international non standard, la iota en exposant est utilisé pour représenter des diphtongues. En 1968, Thomas Gay recommande d’utiliser le symbole en exposant pour la deuxième partie mineure des diphtongues.

## Représentations informatiques
La lettre modificative iota peut être représenté avec les caractères Unicode suivants (Supplément extensions phonétiques) :
| formes       | représentations | chaînes de caractères | points de code | descriptions                       | note                            |
| ------------ | --------------- | --------------------- | -------------- | ---------------------------------- | ------------------------------- |
| modificative | ᶥ               | ᶥ                     | U+1DA5         | lettre modificative minuscule iota | codé pour le symbole phonétique |